# Нападение на Столбцы (1924)
Нападение на Столбцы — советское диверсионное вооружённое нападение, осуществлённое в ночь с 3 на 4 августа 1924 года на приграничный польский город Столбцы (ныне в Беларуси) под Минском. Диверсанты разгромили уездное полицейское управление и тюрьму, разрушили здание уездного управления и железнодорожный вокзал, убили (в зависимости от источников) семь или восемь полицейских и чиновника уездного управления.
Уездный город Столбцы находился примерно в 15 км от тогдашней польско-советской границы, на территории тогдашнего Новогрудского воеводства. В нём проживало почти 3000 человек.
Нападение стало апогеем действий советских диверсантов в восточной части Второй Речи Посполитой, проводившейся с момента окончания советско-польской войны. Нападение произошло в ночь с 3 на 4 августа 1924 года. Его осуществил террористический отряд под командованием Станислава Ваупшасова. Диверсантов было более 50 (по другим данным около 150); они нелегально пересекли польско-советскую границу. Они были разделены на четыре взвода, вооружены пулеметами, винтовками и гранатами. В каждом взводе было по три пулемета. Перед нападением большинство полицейских было выманено из города.
Главной целью было ворваться в тюрьму, чтобы освободить около 150 заключенных, в основном лидеров Коммунистической партии Западной Белоруссии Иосифа Логиновича и Станислава Мертенса. В результате нападения было разрушено Главное управление государственной полиции, подожжены железнодорожный вокзал и здание уездного управления, разорены и разграблены все магазины и торговые склады, захвачена почта, откуда вывезены деньги и драгоценности. Потери поляков составили 7 полицейских убитыми и 3 ранеными. Во время стрельбы также был убит чиновник уездного управления.
Вслед за отступающими к границе диверсантами была брошена погоня в составе уланского подразделения, но они были остановлены пулеметным огнем. Позже отряд был разогнан пограничниками, которые взяли в плен трех боевиков. В ходе розыска были схвачены ещё несколько диверсантов. Они показали, что проходили диверсионную подготовку на курсах в Минске, которую проводили красные командиры. Результатом нападения на Столбцы стало решение польских властей о создании Корпуса охраны границы.